# Prise de Tirlemont
La prise de Tirlemont est un épisode de la guerre de Trente Ans qui voit la ville de Tirlemont (duché de Brabant), tenue par les Espagnols, être assiégée du 8 au 10 juin 1635 par l'armée des Provinces-Unies commandée par le prince Frédéric-Henri d'Orange et l'armée française dirigée par les maréchaux de Châtillon et de Brezé.

## Prélude
Dans le cadre du nouveau traité entre la France et la République (1635), il est convenu que les deux pays conquerront conjointement les Pays-Bas espagnols avant de se les diviser. L'intention était de conquérir Bruxelles d'abord, avec la conviction qu'alors le reste des Pays-Bas espagnols tomberait automatiquement entre leurs mains. Le prince Frédéric-Henri d'Orange-Nassau est aux commandes.
L'armée française est commandée par les maréchaux de Châtillon et de Brezé. Entre-temps, le prince Thomas de Savoie a pris un poste en Pays de Liège et demande des renforts. Dans la nuit du 20 mai, les Français attaquent le sud des Pays-Bas à la bataille des Avins : c'est une victoire totale, avec 1 500 tués du côté espagnol et 3 000 prisonniers de guerre capturés par les Français. Ils marchent ensuite sur Maastricht. Le 13 mai, l'armée des États s'est déplacée de Nimègue à Maastricht. La jonction avec l'armée française a lieu le 29 mai. Les armées unies comptent alors plus de 50 000 fantassins et 15 000 cavaliers, qui avaient plus de 200 canons.
À la suite de l'avant-garde menée par Frédéric-Henri, les armées conjointes avancent via Tongres et Saint-Trond jusqu'à Landen, qui, incapable de se défendre, se rend aussitôt, tout comme Diest. Les États et les Français se rendent à Tirlemont, où ils campent devant la ville dès le 8 juin.

## Le siège

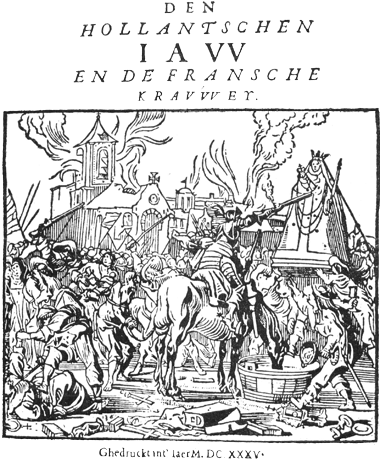
Pillage de Tirlemont sur une estampe de 1635.

À son arrivée, le prince ordonne que Tirlemont se rende à des conditions raisonnables, mais le commandant de la place, l'Espagnol Don Francisco De La Verga, les rejette, indiquant que la ville serait défendue jusqu'au dernier homme. Après avoir exigé la capitulation par trois fois sans succès, la ville est prise d'assaut le 9 juin. Les assiégeants rencontrent une résistance féroce, jusqu'à ce que les occupants de l'autre côté fuient la ville. Ils ont été traqués et « taillés en pièces ».
La ville est saccagée par les assiégeants, comme il est de coutume lorsqu'une résistance armée est offerte. Cependant, la mise à sac devient complètement incontrôlable lorsque les habitants féminins, y compris des religieuses, des béguines et d'autres vierges, sont violées en masse par les soldats. Les hommes, y compris des prêtres et des moines, sont bâillonnés et torturés pour les forcer à abandonner leurs objets de valeur.
Lorsque, par négligence, une tonne de poudre à canon prend feu là où se trouvent les troupes des Provinces-Unies, un certain nombre de maisons prennent feu. Les Français, de l'autre côté de la ville, pensant que l'incendie découle d'un ordre, mettent à leur tour le feu aux maisons alentour. Ainsi, presque toute la ville part en fumée.

## Conséquences
En raison de l'incendie, Frédéric-Henri ne peut plus utiliser le lieu comme base logistique, objectif initial de la conquête. Des provisions et des munitions précieuses sont également perdues dans l'incendie.
Pour aggraver les choses, de nombreux soldats du côté français ont déserté, car l'argent pour payer les salaires commençait à manquer. La dernière option était alors d'occuper Louvain au plus vite et d'avancer de cette ville vers Bruxelles. Toutefois, le siège de Louvain est rapidement brisé par l'affaiblissement du camp français, le manque de vivres et l'approche des troupes impériales. La conquête complète des Pays-Bas espagnols n'est plus à l'ordre du jour.
Frédéric-Henri regrette les viols de Tirlemont et fait pendre certains de ses soldats qui s'en sont rendus coupables après le siège de Louvain. Dans son rapport aux États généraux, il fait porter la responsabilité des excès au commandant espagnol de Tirlemont, qui ne s'est pas rendu à temps.
L'incendie a également eu un effet terrifiant : des villes comme Diest, Herentals et Aarschot se sont immédiatement rendues. Cela a également eu des conséquences politiques : il n'y a plus aucun espoir que Frédéric-Henri puisse conquérir le cœur des catholiques des Pays-Bas espagnols. Après Tirlemont, il a été convenu avec les Français d'agir séparément, bien qu'ils aient continué à se concerter pour coordonner les plans.
Dans les années suivantes, Tirlemont est régulièrement attaquée par les armées des États venues de Maastricht. Il faudra des décennies à la ville pour se rétablir.